# Mignovillard
Mignovillard é uma comuna francesa na região administrativa de Borgonha-Franco-Condado, no departamento de Jura. Estende-se por uma área de 53.82 km². Em 2010 a comuna tinha 852 habitantes (densidade: 15,8 hab./km²).
Em 1 de janeiro de 2016, incorporou a antiga comuna de Communailles-en-Montagne ao seu território.